# Midvaal
Midvaal es un municipio local sudafricano situado en el distrito de Sedibeng, en la provincia de Gauteng.

## Superficie
Midvaal tiene una superficie de 1723 km².

## Demografía
En 2022, tenía 112 254 habitantes, una densidad poblacional de 65,16 hab./km², y 36 464 viviendas.